# نادي توغلياتي لكرة القدم
نادي توغلياتي هو نادي كرة قدم روسي أٌسس عام 2008. يلعب النادي في دوري كرة القدم الروسي للمحترفين ‏.